# Chowchilla
Chowchilla (Orthonyx spaldingii) är en av tre fågelarter i den lilla australiska tättingfamiljen marksmygar.

## Utseende och läten
Marksmygar är medelstora knubbiga och kortvingade tättingar med styva, taggiga stjärtpennor. Chowchillan är med en kroppslängd på 26-28 centimeter störst i familjen, huvudsakligen mörkbrun med ljus ring kring ögat. Hanen har vitt på strupe och bröst, medan honan har kanelbrun strupe. Lätet som gett arten dess namn är ett högljutt "chow-chilla", ofta följt av "show-show-chowy-chook-chook".

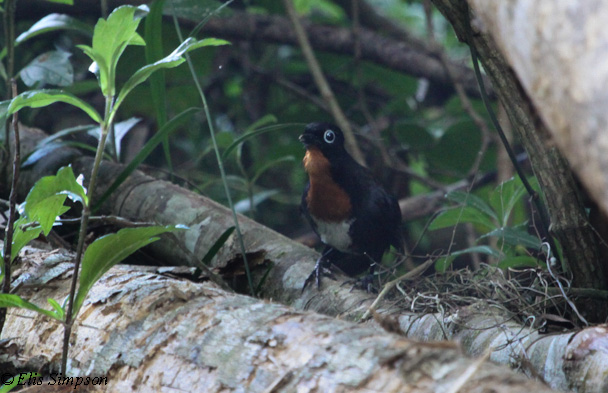
Hona.

## Utbredning och systematik
Chowchilla delas in i två underarter med följande utbredning:
- Orthonyx spaldingii melasmenus – nordöstra Queensland, från Cooktown till Herveys Range
- Orthonyx spaldingii spaldingii – regnskog i östra Queensland, från Herberton till Paluma Range

### Släktskap
Marksmygarna är systerfamilj till de likaledes australiska bågnäbbarna (Pomastomatidae). Tillsammans utgör de en basal utvecklingslinje bland tättingarna.

## Levnadssätt
Chowchillan lever i regnskog där den sparkar undan löv på marken på jakt efter föda, unikt bland tättingar åt sidan och inte bakåt. Den lever av insekter och andra ryggradslösa djur, tillfälligtvis även grodor, små ödlor och frön. Fågeln bygger ett påfallande stort bo för en tätting, en kupolformad hög av kvistar och mossa. Den lägger ett enda vitt ägg.

## Status och hot
Arten har ett stort utbredningsområde och en stor population med stabil utveckling och tros inte vara utsatt för något substantiellt hot. Utifrån dessa kriterier kategoriserar internationella naturvårdsunionen IUCN arten som livskraftig (LC). Världspopulationen har inte uppskattats men den beskrivs som lokalt vanlig.

## Namn
Fågelns vetenskapliga artnamn hedrar Edward Spalding (1836-1900), en australisk taxidermist och samlare av specimen.